# Florizel Glasspole

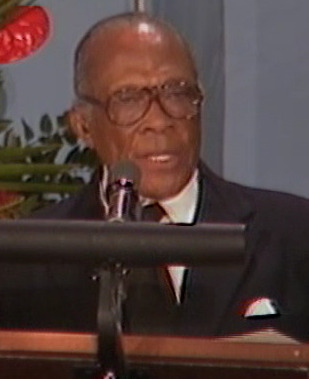
Florizel Glasspole (1982)

Sir Florizel Augustus Glasspole ON, GCMG, GCVO, CD (* 25. September 1909 in Kingston (Jamaika); † 25. November 2000 ebenda) war langjähriger Generalgouverneur von Jamaika sowie Gewerkschaftsfunktionär.

## Biografie

### Gewerkschaftsfunktionär
Der Sohn des methodistischen Geistlichen, Reverend Theophilus Glasspole, absolvierte zunächst von 1914 bis 1918 die Buff Bay Elementary School in Portland Parish, danach bis 1922 die Central Branch Primary School sowie anschließend die Wolmer's Boys School, die er 1926 mit dem Senior Cambridge Examination beendete. Im Anschluss daran trat er in den Dienst der Regierung von Jamaika, wo er zunächst im Grundbuchamt (Registration of Titles Office) und anschließend im Hauptpostamt tätig war.
Aufgrund des Einkommens war ihm das beabsichtigte Studium der Rechtswissenschaften nicht möglich, so dass er 1930 mit einer Ausbildung zum Buchhalter begann und im Rahmen dieser Ausbildung auch ein Fernstudium an der Schottischen Buchhaltungsschule absolvierte. Bereits 1930 war er als Buchhalter in Saint Thomas Parish tätig, kehrte jedoch 1932 nach Kingston zurück, wo er Buchhalter im Handelskontor S. N. Shoucair wurde.
Bereits zu dieser Zeit begann er sich politisch zu engagieren und nahm als Sekretär des Coke Methodist Church Young Men’s Club an mehreren Veranstaltungen der Saint Andrew Parish Literary & Debating Society teil, wo er besonders für die Rechte Benachteiligter sowie die Rechte von Arbeitnehmern eintrat. In der Folgezeit wurde er neben dem Mitglied des Legislativrates, E. A. Campbell, und Ernest A. Rowe zu einem der Gründer der Vereinigten Buchhaltervereinigung Jamaikas (Jamaica United Clerks' Association (JUCA)), einer frühen Gewerkschaft. Anschließend war er zwischen 1937 und 1948 Generalsekretär der JUCA und setzte sich in dieser Funktion für eine Reduzierung der Wochenarbeitszeit der Buchhalter von 60 auf 45 Stunden ein. Die soziale und wirtschaftliche Situation führte dazu, dass er neben N. N. Nethersole und Ken Hill auch zu den Gründern der Nationalen Reformvereinigung (National Reform Association) und ihre führende Persönlichkeit wurde.
Nach dem Aufstand auf der Frome Sugar Estate Branch im Westmoreland Parish kam es aufgrund der Unzufriedenheit mit den dortigen Arbeitsbedingungen im Mai 1938 zur Gründung des Beratungsrates der Gewerkschaften (Trade Union Advisory Council) und im September 1938 der People’s National Party (PNP) unter dem Vorsitz von Norman Washington Manley. Nach der Gründung des Jamaikanischen Gewerkschaftsbundes (Jamaica Trade Union Congress) im Jahr 1939 wurde er dessen Generalsekretär und übte dieses Amt bis 1952 aus. Zugleich gründete er 1941 die Gewerkschaft der Wasserwerkarbeiter (Water Commission Manual Worker's Union), deren Generalsekretär er bis 1948 blieb. Des Weiteren war er zwischen 1942 und 1948 Präsident der Druckereigewerkschaft (Jamaica Printers & Allied Workers Union) sowie zugleich bis 1945 Generalsekretär der Gemeinde- und Pfarreiarbeitergewerkschaft (Municipal and Parochial General Workers Union). Außerdem war Glasspole auch von 1944 bis 1947 Präsident der Gewerkschaft der Beschäftigten der Nervenheilanstalt (Mental Hospital Workers Union). Während dieser Zeit war er als Arbeitnehmervertreter auch Mitglied von mehreren Einrichtungen der Regierung wie dem Komitee zur Beschäftigung der Mittelklasse, dem Lohnausschuss, dem Berufsausbildungskomitee, dem Komitee für Unternehmensbeziehungen sowie dem Revisionskomitee für Entschädigungszahlungen an Arbeitnehmer.
Glasspole erhielt aufgrund seines Einsatzes in diesen Organisationen ein Stipendium des Dachverbandes der britischen Gewerkschaften (Trades Union Congress), das ihm ein Studium der Gewerkschaftsarbeit am Ruskin College in Oxford ermöglichte. Dieses Studium konnte er aufgrund des Zweiten Weltkrieges jedoch erst 1946 beginnen.

### Politische Laufbahn
Glasspole, der 1938 Mitgründer der PNP war, begann seine eigentliche politische Laufbahn bei den Wahlen vom 14. Dezember 1944, als er zum Abgeordneten des Repräsentantenhauses für den Wahlkreis East Kingston and Port Royal wurde und dabei den Kandidaten der Jamaica Labour Party (JLP), Dr. G. E. Valentine, sowie die beiden unabhängigen Kandidaten E. A. Campbell und Vivian Durham mit mehr als 1.000 Stimmen Vorsprung schlug. Allerdings erzielte die PNP bei diesen Wahlen lediglich 5 Sitze, während die JLP unter Alexander Bustamante 27 Sitze erhielt. Glasspole selbst hatte das Abgeordnetenmandat im Wahlkreis East Kingston and Port Royal bis 1973 inne.
Nachdem der Vorsitzende der PNP, Norman Washington Manley, nicht zum Abgeordneten gewählt wurde, wurde er zum Sekretär der PNP-Fraktion im Repräsentantenhaus gewählt und damit de facto zum Oppositionsführer. Das Amt des Sekretärs hatte er bis 1973 inne.
Als es in den frühen 1950er Jahren zu einer Stärkung der PNP als politische Kraft kam, kam es zu Spaltungen innerhalb der Gewerkschaftsbewegung bis hin zur Auflösung des Dachverbandes TUC. Die Spaltung führte 1952 zur Gründung eines neuen Gewerkschaftsbundes, der National Workers Union (NUW), deren Generalsekretär er wiederum bis 1955 war.
Nach dem Sieg der PNP bei der Wahl von 1955 wurde er am 2. Februar 1955 von Chefminister Norman Manley zum Arbeitsminister sowie Leiter der Regierungsgeschäfte im Repräsentantenhaus berufen. Als Mehrheitsführer im Unterhaus war er damit zugleich Vorsitzender des jamaikanischen Exekutivkomitees in der Parlamentarischen Versammlung des Commonwealth of Nations. Als Arbeitsminister war er Initiator eines Farmarbeitprogramms sowie nach einer Reise in die USA 1956 von Rückkehrprogrammen. Außerdem gelang es ihm mehrere Generalstreiks zu beenden und ein Gesetz zur Registrierung von Reisebüros einzubringen. 1957 wurde er im Rahmen einer Regierungsumbildung Erziehungsminister. Als Erziehungsminister führte er eine Allgemeine Schulzugangsprüfung (Common Entrance Examination) ein.
Nach der Wahlniederlage der PNP schied er am 24. April 1962 aus der Regierung aus.
Nach dem erneuten Wahlsieg der PNP wurde er am 2. März 1972 von Premierminister Michael Manley, dem Sohn Norman Manleys, als Erziehungsminister wieder in die Regierung berufen.
Am 27. Juni 1973 wurde er als Nachfolger von Sir Herbert Duffus von Königin Elisabeth II. zum Generalgouverneur von Jamaika ernannt. Dieses Amt bekleidete er annähernd 18 Jahre lang bis zum 31. März 1991. Für seine Verdienste wurde er im April 1981 von Queen Elizabeth II. zum Ritter geschlagen und nannte sich fortan Sir Florizel Augustus Glasspole.
Mit seiner Frau Lady Ina Josephine Glasspole war Sir Florizel Glasspole fast 65 Jahre von 1934 bis zu deren Tod am 4. Januar 1999 verheiratet.